# A Sweet Revenge
A Sweet Revenge è un cortometraggio muto del 1909 scritto e diretto da David W. Griffith.

## Trama
Lasciata dal fidanzato per un'altra donna, una giovane cerca la vendetta mandando alla nuova fiamma del suo ex un pacchetto contenente le lettere d'amore che l'uomo le aveva spedito insieme a una foto dove li si vede felici insieme. Appena il fattorino se ne va, la donna si pente del suo gesto e vorrebbe ritornare sui suoi passi. Sembra che il destino la ascolti, perché il fattorino perde per un incidente il pacchetto che vola da un ponte nel fiume.

## Produzione
Girato al Central Park, a New York, il film fu prodotto dalla Biograph Company.

## Distribuzione
Distribuito dalla Biograph Company, il film - un cortometraggio di 144 metri - uscì negli statunitensi il 18 novembre 1909. Nelle proiezioni, veniva programmato con il sistema dello split reel, accorpato in un'unica bobina con un altro cortometraggio prodotto dalla Biograph e diretto da Griffith, A Midnight Adventure.